# Empire (TV-serie)
Empire är en amerikansk dramaserie som hade premiär 7 januari 2015 på Fox. Serien kretsar kring ett hip hop- och underhållningsföretag och har Taraji P. Henson och Terrence Howard i huvudrollerna. Serien är skapad av Lee Daniels och Danny Strong. Serien avslutades 21 april 2020.

## Rollista

### Huvudroller
- Terrence Howard – Lucious Lyon
- Taraji P. Henson – Cookie Lyon
- Trai Byers – Andre Lyon
- Jussie Smollett – Jamal Lyon (säsong 1–5)
- Bryshere Y. Gray – Hakeem Lyon
- Grace Gealey – Anika Calhoun (säsong 1–4)
- Malik Yoba – Vernon Turner (säsong 1)
- Kaitlin Doubleday – Rhonda Lyon (säsong 1–4)

### Återkommande roller
- Naomi Campbell – Camilla Marks
- Eka Darville – Ryan Morgan
- Rafael de La Fuente – Michael Sanchez
- Nealla Gordon – Agent Harlow Carter
- Damon Gupton – Detective Calvin Walker
- Jennifer Hudson – Michelle White
- Ta'Rhonda Jones – Porsha Taylor
- AzMarie Livingston – Chicken
- Courtney Love – Elle Dallas
- Derek Luke – Malcolm DeVeaux
- Antoine McKay – Marcus "Bunkie" Williams
- Judd Nelson – Billy Baretti
- Serayah – Tiana Brown
- Gabourey Sidibe – Becky Williams
- Tasha Smith – Carol Holloway

### Gästroller
- Cuba Gooding Jr. – Dwayne "Puma" Robinson
- Gladys Knight – sig själv
- Anthony Hamilton – sig själv
- Sway Calloway – sig själv
- Raven-Symoné – Olivia Lyon
- Estelle – Delphine
- Mary J. Blige – Angie
- Snoop Dogg – sig själv
- Rita Ora – sig själv
- Juicy J – sig själv
- Patti LaBelle – sig själv
- Charles Hamilton – sig själv